# Tábori Nóra
Tábori Nóra (Temesvár, Román Királyság, 1928. június 15. – Budapest, Magyarország, 2005. november 23.) Kossuth-díjas és kétszeres Jászai Mari-díjas magyar színművésznő, érdemes és kiváló művész, a Halhatatlanok Társulatának örökös tagja.

## Élete

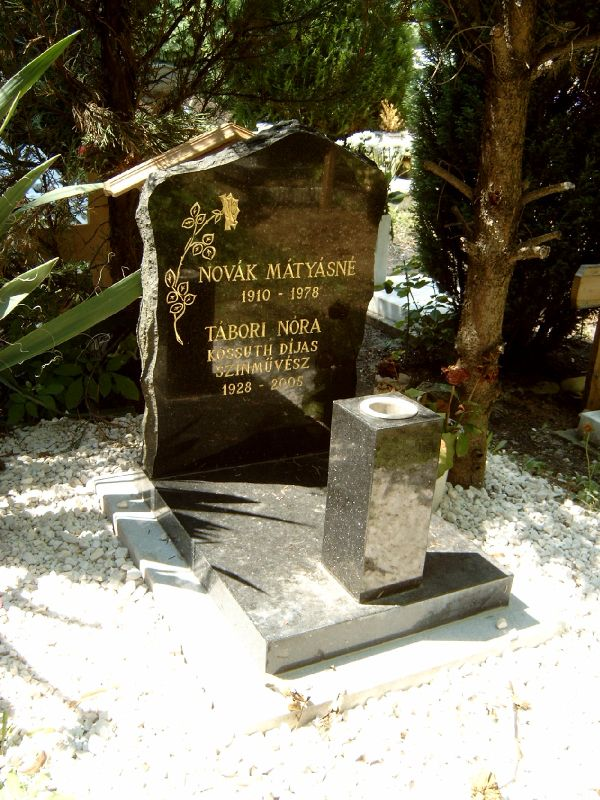
Sírja Budapesten. Farkasréti temető: 60/8-1

Temesváron született Suba Péter – akinek vegytisztító üzeme volt – és Tábor Katalin (1910–1978) – aki ebben az üzemben dolgozott – gyermekeként. Majd húszéves korkülönbségű szülei nem éltek házasságban, az édesanyja pedig még csak az ő születését követő napon töltötte be 18. életévét. Édesapja adoptálta, és a Suba Eleonóra Ibolya nevet kapta. Későbbi művésznevét anyja vezetéknevének melléknévi formájából és saját első keresztnevének a rövidített formájából alkotta. Szülei élettársi kapcsolata szakítással végződött. 10 éves korában (1938) költözött édesanyjával Magyarországra, ahol 1942-ben táncosnőként kezdte pályáját. Édesanyja végül férjhez ment Novák Mátyás szabómesterhez, akitől egy fia, Mátyás született.
Both Béla szegedi iskolájában folytatott tanulmányok után 1943-ban diplomázott, és Szombathelyen Szalay Károly magántársulatához szerződött. Később Győrben, Sopronban, 1945-ben Pécsett lépett föl mint táncosnő, vagy szubrett. 1949-ben Szegeden játszotta első komolyabb szerepét Makszim Gorkij Ellenségek című darabjában. Innen 1951-ben szerződött át a Vígszínház elődjéhez, a Magyar Néphadsereg Színházhoz, és haláláig ott is maradt több mint 50 éven át. 1956-os Antigoné-alakítása hozta meg a sikert az addig munkásnőket, naivákat játszó művész számára, aki ezek után a kabarék állandó szereplője is lett. Sok filmszerepet is vállalt. 2005. november 23-án Budapesten hunyt el.
2005. december 12-én helyezték végső nyugalomra római katolikus szertartás szerint a Farkasréti temetőben. A szertartáson beszédet mondott Lukács Sándor, Jordán Tamás és Rák Kati.

## Magánélete
Első férje 1946-tól Mezey Károly színész, táncos, koreográfus volt, akitől 1947. március 10-én Győrben megszületett a lánya, Mezey Julianna, de hamarosan elváltak. Másodszorra Zselló Béla kohómérnökhöz ment feleségül, azonban ez a házassága is felbomlott. Harmadik házassága Hajdufy Miklós rendezővel, szintén válással végződött. Lányától, aki 1969-ben az NDK-ban kötött házasságot, és ott közgazdász diplomát szerzett, két fiúunokája született, akik már Németországban élnek, de lánya gyakran szokott hazalátogatni a szülőföldjére.
Korábban az Aranykéz utca, később 1985-től a pasaréti Házmán utca lakója volt. A nyarakat gyakran töltötte balatonfüredi lakásában.

## Színházi szerepei
- Csehov: Sirály (Nyina)

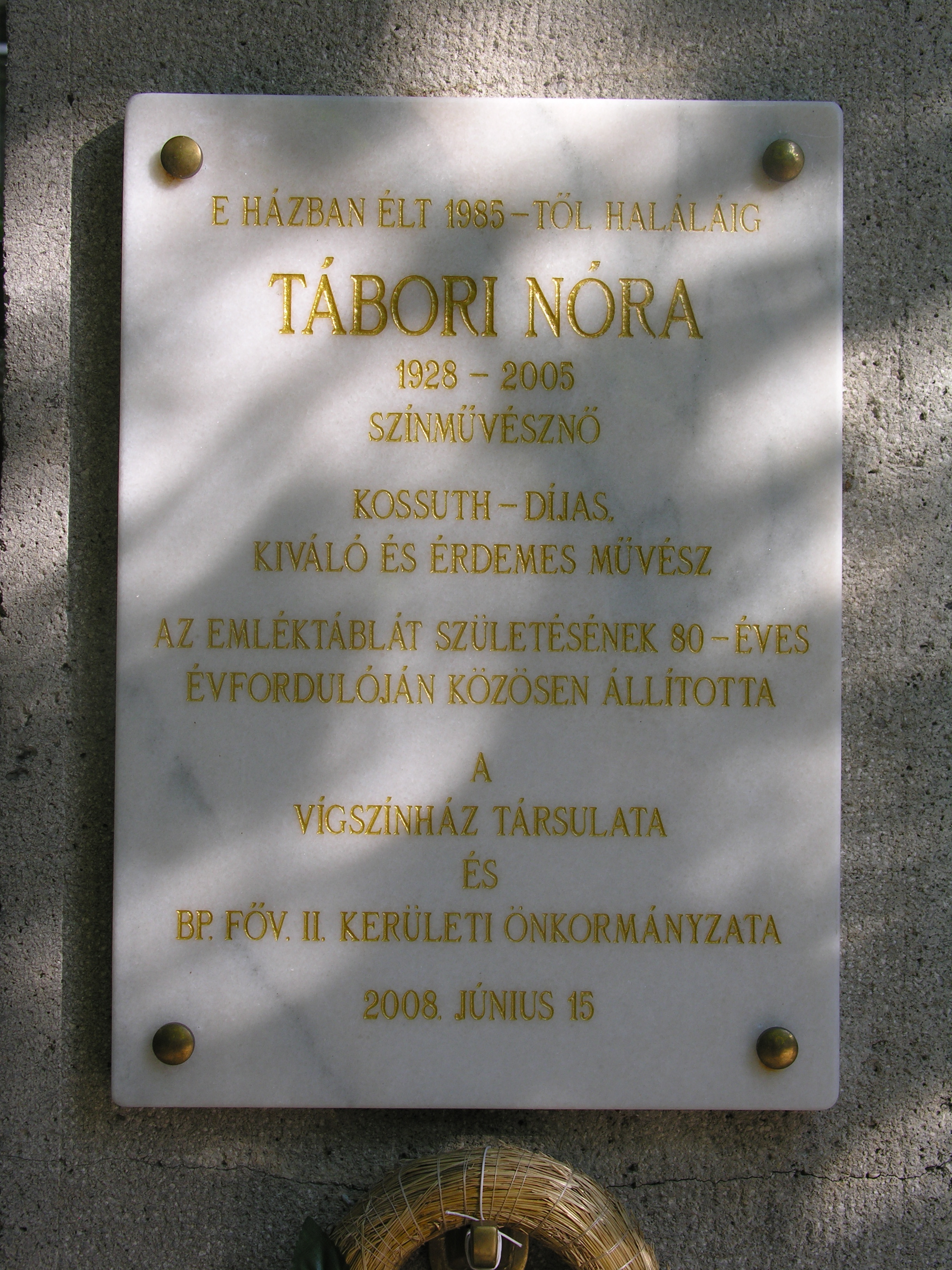
Tábori Nóra emléktáblája egykori lakhelyén, a Házmán utca 7. szám alatt

- Edmond Rostand: Cyrano de Bergerac (Roxane)
- William Somerset Maugham: Színház (Eve)
- Noël Coward: Vidám kísértet (Arcati)
- García Lorca: Bernarda Alba háza (Poncia)
- Molnár Ferenc: Az üvegcipő (Roticsné)
- Joseph Kesselring: Arzén és levendula (Abby)
- George Bernard Shaw: Megtört szívek háza (Guinness)
- Csurka István: Házmestersirató (Jónásné)
- Bernard Malamud: A segéd (Ida Borber)
- Örkény István: Rózsakiállítás (Mama)
- Molnár Ferenc: Liliom (Hollunderné)
- Ödön von Horváth: Mesél a bécsi erdő (Nagyanya)
- Örkény István: Macskajáték (Orbánné)
- Szirmai Albert: Mágnás Miska (Nagymama)
- Sławomir Mrożek: Tangó (Eugenia, a nagymama)
- Shakespeare: Sok hűhó semmiért (Ursula)
- Presser Gábor-Dusán: A Padlás (Mamóka)
- Csurka István: Vizsgák és fegyelmik (Olaszné)
- Gorkij: Éjjeli menedékhely (Kvasnya)
- Szép Ernő: Kávécsarnok (Fanny)
- Malamud: A segéd (Ida Bober)
- George Bernard Shaw: Pygmalion (Pearcené)
- Kushner: Angyalok Amerikában (Ethel Rosenberg)
- Lev Tolsztoj: Anna Karenina (Kartaszova)
- Tennessee Williams: Macska a forró bádogtetőn (Big Mama)
- Bulgakov: Iván, a rettentő (Uljana Andrejevna)
- Marsha Norman: Jóccakát, anya! (Thelma Cates)
- Shakespeare: II. Richárd (Gloster hercegné)
- Sarkadi Imre: Oszlopos Smeon (Vinczéné)
- Bellini: A kalóz (Moretta)
- Szép Ernő: Május
- Örkény István: Forgatókönyv (Litkéné)
- Gyurkovics Tibor: Isten bokrétája (Lázár Árpádné)
- Martin McDonagh: Leenane szépe (Mag)
- Gábor Andor: Ciklámen (Szakácsnő)
- Peter Shaffer: Equus (Dora Strang)
- Krúdy Gyula: Rezeda Kázmér szép élete (Dóri)
- Carlo Goldoni: Mirandolina (Ortensia)
- Micheel Tremblay: Sógornők (Rhéauna Bibeau)
- Heinrich von Kleist: A heilbronni Katica avagy a tűzpróba (Helén grófnő)
- John Kander: Zorba (Madame Hortense)
- Luigi Pirandello: Hat szerep keres egy szerzőt
- Gyurkovics Tibor: Csóka-család (Margit)
- Örkény István: Vérrokonok (Bokor Miklósné)
- David Rabe: Bot és gitár (Harriet)
- Max Frisch: Don Juan, avagy a geometria szerelme (Donna Elvira, Don Gonzalo felesége)
- Gyurkovics Tibor: Nagyvizit (Mária)
- Gyurkovics Tibor: Az öreg (Kelemenné)
- Barta Lajos: Szerelem (Szalayné, Szalay felesége)
- Bernard Shaw: A hős és a csokoládékatona (Ekaterina)

## Filmjei

### Játékfilmek
- Gyarmat a föld alatt (1951) – Anna
- Különös ismertetőjel (1955)
- A tettes ismeretlen (1957)
- Sóbálvány (1958)
- Merénylet (1959) – Marschalkóné
- Vörös tinta (1959) – Erzsi, Ács felesége
- Esős vasárnap (1962) – Bakonyiné
- Kertes házak utcája (1962) – Palotásné
- A férfi egészen más (1966) – Kolléga III.
- Kárpáthy Zoltán (1966) – Tarnaváriné
- A beszélő köntös (1968)
- Egri csillagok 1-2. (1968) – Egri nő I.
- A vőlegény nyolckor érkezik (1972) – Császárné
- Emberrablás magyar módra (1972) – Annuska
- Lányarcok tükörben (1973) – Felszolgálónő
- A Pendragon legenda (1974) – Mrs. Burt / Jósnő
- A tanévzáró (1975, rövid játékfilm)
- Fekete gyémántok 1-2. (1976) – Fanny, öltöztetőnő
- Szépek és bolondok (1976) – Nelli
- A néma dosszié (1977) – Rózsa titkárnője
- Ki látott engem? (1977) – Újságárus
- Drága kisfiam (1978) – Aranka
- Hatásvadászok (1982) – Rózsi
- Szeretők (1984) – Vera anyja
- Gyerekrablás a Palánk utcában (1985) – Róza néni, Károlyi anyja
- Uramisten (1985) – Sajek anyja
- Doktor Minorka Vidor nagy napja (1986) – Gumó Ida
- Az agglegény (Mio caro dottor Gräsler) (1990)
- Sztracsatella (1996) – Mama
- Apa győz (1997, rövid játékfilm)
- Ámbár tanár úr (1998) – Mimi mama
- Hamvadó cigarettavég (2001) – Házinéni
- Az utolsó blues (2001) – Anya
- Az ember, aki nappal aludt (2003) – Englóner néni

### Tévéfilmek, televíziós sorozatok
- Menyasszonytánc (1959)
- Sombreró (1959) – Ticsinkina
- Egy csirkefogó ügyében (1960) – Jane, Archie felesége
- Egy pár papucs (1964) – Rozmanné
- Tüskevár (1966) – Tutajos anyuka
- Az OP-ART kalap (1967)
- Ez az én otthonom (1967) – Vi
- Hajnali komédia (1967) – Mossie Knamony
- A sofőr visszatér (1968)
- Halász doktor (1968) – Korompayné
- Hogyan érik az ember? (1968)
- A Hanákné ügy (1969) – Januszné
- Komisznak lenni életveszélyes (1969) – Valerie Rogers
- Volt egyszer egy borbély (1969) – Lujzika
- A főúr a pokolban is főúr (1970)
- Az utolsó ítélet (1970)
- Don Quijote vagy Don Quijote? (1970)
- Eklézsia megkövetés (1970) – Csepreginé
- Jövőbéli históriák (1970) – Feleség
- Pokróc az ablakon (1970)
- Tündérlaki lányok (1970) – Malvin
- Aszfalt mese (1971)
- Jó estét nyár, jó estét szerelem (1971) – Hűvösné
- Zűrzavaros éjszaka (1971)
- A Stomfay család (1972)
- Széplányok sisakban (1972)
- Három affér (1972)
- Egy óra – három arc (1972)
- Gőzfürdő (1973) – Olympia Remington
- Két fiú ült egy padon (1973)
- Lyuk az életrajzom (1973) – Gizike
- Trójai nők (1973)
- Uraim, beszéljenek! (1973)
- Veszélyes övezet (1973)
- Apróhirdetés (1974)
- Asszony a viharban (1974) – Pásztélyiné
- Az éhes hajó (1974) – Madame
- Nincs többé férfi (1974) – Mama
- Tigrisugrás (1974)
- Zenés TV Színház: Örökzöld fehérben feketében 1-2. (1974) – Ádám Oszkár felesége
- Mesélő városok (1975-1979)
- Rokokó háború (1975)
- Ügyes ügyek (1975)
- Zendül az osztály (1975)
- Zöld dió (1975) – Luca, Kati anyja
- A vonatok reggel indulnak (1976) – Takarítónő
- Az ajtón kívül (1976)
- Blanka (1976)
- Bovári úr (1976)
- Haszontalanok (1976)
- Hungária Kávéház (1976)
- Lincoln Ábrahám álmai (1976) – Mary
- R.U.R. (1976)
- Robog az úthenger 1-6. (1976) – Cicuskám
- A fantasztikum betör a detektívregénybe, avagy Daibret felügyelő utolsó nyomozása (1977) – Házvezetőnő
- A néma dosszié (1977) – Rózsa titkárnője
- Holnap is élünk (1977) – Felszolgálónő
- Kolduskaland (1977)
- A király meztelen (1978) – Nevelőnő
- A váratlan utazás (1978) – Clair
- A zárka (1978)
- Abigél 1-4. (1978) – Truth Gertrúd
- Földünk és vidéke (1978)
- Második otthonunk – 4. rész: A munkahely (1978)
- Rejtekhely (1978) – Simonné
- Szent Zsuzsanna, avagy a mesterek iskolája (1978) – Anne-Mai
- Teréz (1978) – Grosszmanné
- A fürdőigazgató (1979) – Brigitta
- Bolondok kvártélya (1979) – Fonnyadiné
- Egyszál magam (1979)
- Mire megvénülünk 1-6. (1979) – Borcsa
- Rablók (1979) – Mrs. Hewlett
- A siketfajd fészke (1980)
- Három dobás hat forint (1980) – Sókyné céllövöldés
- Gyilkosság házhoz szállítva (1980) – Mrs. Eldridge
- Istenek és szerelmesek (1980) – Moira 1.
- Vereség (1980)[12]
- A farkas (1981) – Micike méltósága
- Nagyvizit (1981)[13] – Mária
- Szeszélyes évszakok (1981-1992) – Gépíró; Mama; Amálkás
- Utolsó alkalom (1981) – Szirmainé
- A tranzitutas (1982) – id. Sorsné
- Dániel 1-6. (1982)
- Hetedik év (1982) – Maca
- A Nap gyermekei (1983)
- Aranykor (1983)
- Az áldozat visszatér (1983) – Alice
- Életkedv-elvevök, rajta! (1983)
- Szeretők (1984) – Vera anyja
- Zenés TV Színház: Osztrigás Mici (1983) – Petyponné
- A bíró (1984) – Egy asszony
- A hallgatag hölgy (1984) – Madame Hawd
- A hattyú halála (1984) – Margitka
- Búcsú a fegyverektől, azaz (1984) – Izabella
- Hal négyesben (1984) – Sarolta
- Kérők (1984)[14] – Margit / Hadháziné
- Kölcsönlakás (1984) – Vali, Csatai felesége
- Nincs mese (1984)
- Rafinált bűnösök (1984)[14] – Valuskáné asszony
- Róka fogta csuka (1984) – Cigányasszony
- Zsákutca (1984)
- A nemzet csalogánya: Képek Blaha Lujza életéből (1985) – Anya
- Farkasok és bárányok (1985)[15]
- Kémeri 1-5. (1985)
- Széchenyi napjai (1985)
- Linda II. (1986) – Rebeka, jósnő
- Nem probléma (1986) – Mama
- Fenn az ernyő, nincsen kas (1987) – Borsosné
- Kávédaráló (1987)
- Senki nem tér vissza 1-5. (1987)
- Ragaszkodom a szerelemhez (1988) – Teréz
- Csalással nem! (1989) – Blochné
- Haláli történetek (1990)
- Pénzt, de sokat! (1991) – Mama
- Nem válok el (1992)
- Kisváros (1993-1996) – Hunyadi Erzsi
- Ártatlan szélhámosok (1994) – Ibolya
- En nämndemans död 1-3. – Gross mor
- Űrgammák (1995-1998) – Polla
- Az öt zsaru 1-6. (1998) – Irén
- Űrgammák, avagy a 0. Verzió (1998) – Polla
- 7-es csatorna (1999)
- Kérnék egy kocsit 1-5. (2000-2002) – Mrs. Bender, Laci anyja
- Pasik! I-III. (2000-2003) – Jocó nagymamája / A boszorkány, Palika nagy-nagy-nagymamája
- Kávéház (2001) – Anya
- Paraszt dekameron 1-3. (2001)
- Na végre, itt a nyár! (2002) – Etelka
- Gáspár (2004)
- Micimackó (2005, rövid tévéjáték) – Zsebibaba

### Rajz- és bábfilmek
- Kukori és Kotkoda II. (1971) – Kánya Linka néni a telefonon (hang)
- Kérem a következőt! II. (1974) – Béka Réka (hang)
- A legkisebb ugrifüles II. (1976) – Spániel hölgy (hang)
- Vízipók-csodapók (1976) – Kecskebéka mama (hang)
- Futrinka utca (1979) – Auguszta papagáj (hang)
- Misi Mókus kalandjai (1980 [1982 mozifilmként]) – Szajkó néni; Papagáj (hang)
- Süsü, a sárkány kalandjai (1980-1984) – Dadus (hang)
- Hófehér (1983) – Rezonancia (hang)
- Csipike, az óriás törpe (1984) – Csigabiga (hang)
- Az erdő kapitánya (1988) – Elnökasszony (hang)
- Trombi és a Tűzmanó (1988-1990) – Trombi (hang)
- Sárkány és papucs (1989) – Matildka, a boszorkány (hang)

## Szinkronszerepei

### Filmek
| Év   | Cím                                                                             | Szereplő                               | Színész                 | Szinkron év |
| ---- | ------------------------------------------------------------------------------- | -------------------------------------- | ----------------------- | ----------- |
| 1933 | A kacsaleves                                                                    | Mrs. Gloria Teasdale                   | Margaret Dumont         | 1981        |
| 1937 | Az ötödik esküdt                                                                | N/A                                    | N/A                     | 1978        |
| 1939 | Emberek között (2. magyar szinkron)                                             | Natalja, a mosónő                      | Irina Zarubina          | 1974        |
| 1939 | Hulló csillagok                                                                 | N/A                                    | N/A                     | 1974        |
| 1939 | Óz, a csodák csodája (2. magyar szinkron)                                       | Glinda, az Északi Boszorkány           | Billie Burke            | 1976        |
| 1940 | A 606-os kísérlet                                                               | Hedwig Ehrlich                         | Ruth Gordon             | 1962        |
| 1940 | Philadelphiai történet                                                          | Margaret Lord                          | Mary Nash               | 1983        |
| 1941 | Lady Hamilton (1. magyar szinkron)                                              | N/A                                    | N/A                     | 1980        |
| 1943 | Örök visszatérés                                                                | Gertrude Frossin                       | Yvonne de Bray          | 1976        |
| 1943 | Stan és Pan, a táncmesterek (1. magyar szinkron)                                | N/A                                    | N/A                     | 1973        |
| 1944 | Szegények és gazdagok (2. magyar szinkron)                                      | N/A                                    | N/A                     | 1981        |
| 1946 | A gyilkosok köztünk vannak                                                      | Carola Schulz                          | Ursula Krieg            | 1964        |
| 1946 | Szép remények (1. magyar szinkron)                                              | Miss Havisham                          | Martita Hunt            | 1965        |
| 1947 | Az üldözött                                                                     | Mrs. Callum                            | Judith Anderson         | 1963        |
| 1947 | Eszményi férj (2. magyar szinkron)                                              | N/A                                    | N/A                     | 1981        |
| 1948 | A pármai kolostor                                                               | Vendég a herceg születésnapi fogadásán | N/A                     | 1980        |
| 1948 | Anna Karenina (1. magyar szinkron)                                              | N/A                                    | N/A                     | 1961        |
| 1949 | A tarkakockások                                                                 | Nagymama                               | Liselotte Lieck         | 1965        |
| 1949 | Francis, a szamár                                                               | Valerie Humpert nővér                  | Zasu Pitts              | 1973        |
| 1950 | Rémület a színpadon (1. magyar szinkron)                                        | Nellie Goode                           | Kay Walsh               | 1969        |
| 1951 | A faljáró (1. magyar szinkron)                                                  | N/A                                    | N/A                     | 1971        |
| 1951 | Jó napot, elefánt!                                                              | A zárda főnökasszonya                  | N/A                     | 1978        |
| 1952 | Hölgy kaméliák nélkül                                                           | Clara anyja                            | Anna Carena             | 1981        |
| 1952 | Hűtlen asszonyok (2. magyar szinkron)                                           | Marisa anyja                           | Margherita Bagni        | 1979        |
| 1952 | Szépek szépe (1. magyar szinkron)                                               | N/A                                    | N/A                     | 1981        |
| 1953 | Kifulladt vad                                                                   | Marina Conway                          | Barbara Stanwyck        | 1967        |
| 1953 | Sárga léggömb                                                                   | Emily Palmer                           | Kathleen Ryan           | 1964        |
| 1953 | Thérèse Raquin                                                                  | Madame Raquin                          | Sylvie                  | 1994        |
| 1954 | Hátsó ablak                                                                     | Stella                                 | Thelma Ritter           | 1986        |
| 1955 | Az utolsó öt perc                                                               | Renata Adorni                          | Linda Darnell           | 1972        |
| 1955 | Simon és Laura                                                                  | N/A                                    | N/A                     | 1969        |
| 1956 | A két szeleburdi                                                                | A mama                                 | Erika Müller-Fürstenau  | 1960        |
| 1956 | Nem futhatsz el előle                                                           | Ellen „Ellie” Andrews                  | June Allyson            | 1968        |
| 1956 | Tizenhárman az asztalnál                                                        | Consuelo Koukouwski                    | Germaine Montero        | 1963        |
| 1957 | A háború igazi vége                                                             | N/A                                    | N/A                     | 1985        |
| 1957 | Casino de Paris (2. magyar szinkron)                                            | N/A                                    | N/A                     | 1994        |
| 1957 | Jó reggelt, búbánat!                                                            | Philippe anyja                         | Martita Hunt            | 1980        |
| 1957 | Orgonásnegyed (2. magyar szinkron)                                              | N/A                                    | N/A                     | 1983        |
| 1958 | Idegen gyermekek (2. magyar szinkron)                                           | Elizabet néni                          | Szeszilija Takaisvili   | 1986        |
| 1958 | Folytassa, nővér!                                                               | Főnővér                                | Hattie Jacques          | 1980        |
| 1958 | Sabella unokája                                                                 | Carmelina                              | Dolores Palumbo         | 1968        |
| 1959 | A béke első napja                                                               | Frau Fischer                           | Nyina Menysikova        | 1959        |
| 1959 | Anna Frank naplója (2. magyar szinkron)                                         | Mrs. Petronella Van Daan               | Shelley Winters         | 1975        |
| 1959 | Az énekes csavargó                                                              | Teresa                                 | Elisabetta Velinska     | 1980        |
| 1959 | Ballada egy rossz emberről                                                      | Lili Travers                           | Jane Russell            | 1969        |
| 1959 | Charley nénje                                                                   | N/A                                    | N/A                     | 1977        |
| 1959 | Egy angyal a Földön (2. magyar szinkron)                                        | Főangyal                               | Margarete Haagen        | 1988        |
| 1959 | Folytassa, tanár úr! (1. magyar szinkron)                                       | Grace Short                            | Hattie Jacques          | 1969        |
| 1959 | Foma Gorgyejev (1. magyar szinkron)                                             | Szofja Pavlovna Medinszkaja            | Marija Milkova          | 1960        |
| 1959 | Hely a tetőn (1. magyar szinkron)                                               | N/A                                    | N/A                     | 1977        |
| 1959 | Megmentett nemzedék                                                             | Antonyina Vasziljevna                  | Raisza Kurkina          | 1960        |
| 1959 | Zsákutcában (1. magyar szinkron)                                                | N/A                                    | N/A                     | 1968        |
| 1960 | A francia nő és a szerelem                                                      | Desire ügyvédje                        | Simone Renant           | 1971        |
| 1960 | A kutyás hölgy                                                                  | Madame Gurov                           | Nyina Aliszova          | 1960        |
| 1960 | A nagy bástya                                                                   | Christine                              | Françoise Christophe    | 1968        |
| 1960 | Az édes élet                                                                    | Iris, költőnő Steinernél               | Iris Tree               | 1972        |
| 1960 | Az édes élet                                                                    | Massimilla, a Nico-t fuvarozó hölgy    | Maria Marigliano        | 1972        |
| 1960 | Az utolsó tanú (2. magyar szinkron)                                             | N/A                                    | N/A                     | 1973        |
| 1960 | Éjféli csipke (1. magyar szinkron)                                              | Bea néni                               | Myrna Loy               | 1973        |
| 1960 | Kokott Rt.                                                                      | N/A                                    | N/A                     | 1968        |
| 1960 | Veszélyes út                                                                    | N/A                                    | N/A                     | 1961        |
| 1961 | A gyerekek órája (1. magyar szinkron)                                           | N/A                                    | N/A                     | 1982        |
| 1961 | A próbakisasszony                                                               | Petrásová                              | Dana Kákošová           | 1961        |
| 1961 | Antigoné                                                                        | Eurüdiké                               | Ília Livikú             | 1967        |
| 1961 | Az utolsó ítélet (1. magyar szinkron)                                           | Carloni asszony                        | N/A                     | 1963        |
| 1961 | Gyilkosság, mondta a hölgy                                                      | N/A                                    | N/A                     | 1974        |
| 1961 | Mamlock professzor                                                              | Dr. Inge Ruoff                         | Lissy Tempelhof         | 1961        |
| 1962 | A bunda                                                                         | Motesné                                | Hilde Sessak            | 1971        |
| 1962 | Cléo 5-től 7-ig (1. magyar szinkron)                                            | Angèle                                 | Dominique Davray        | 1973        |
| 1962 | Mr. Hobbs szabadságra megy (2. magyar szinkron)                                 | Brenda, Hobbs szobalánya               | Minerva Urecal          | 1985        |
| 1962 | Szép hétvége                                                                    | N/A                                    | N/A                     | 1969        |
| 1963 | A hazudós Billy (1. magyar szinkron)                                            | Alice Fisher                           | Mona Washbourne         | 1977        |
| 1963 | A hóhér                                                                         | José Luis sógornője                    | N/A                     | 1967        |
| 1963 | Bolond, bolond világ (1. magyar szinkron)                                       | Mrs. Marcus                            | Ethel Merman            | 1977        |
| 1963 | Lány a címlapon                                                                 | Mrs. Gray                              | Margaret Johnston       | 1970        |
| 1963 | Szerelem a megfelelő idegennel (2. magyar szinkron)                             | Mrs. Papasano                          | Augusta Ciolli          | 1974        |
| 1964 | A bőrkabátos fiúk (1. magyar szinkron)                                          | Dot anyja                              | Gladys Henson           | 1971        |
| 1964 | A Mississippi fekete angyala (1. magyar szinkron)                               | N/A                                    | N/A                     | 1989        |
| 1964 | Bársonyos bőr                                                                   | Madame Leloix                          | Maximiliènne Harlaut    | 1972        |
| 1964 | Jean-Marc, avagy a házasélet                                                    | N/A                                    | N/A                     | 1972        |
| 1964 | Mary Poppins                                                                    | Ellen                                  | Hermione Baddeley       | 1986        |
| 1965 | A fehér asszony (1. magyar szinkron)                                            | Pupencová Anezka, a gondnok felesége   | Vlasta Chramostová      | 1966        |
| 1965 | Az ötödik lovas a félelem                                                       | Zongoratanárnő                         | Olga Scheinpflugová     | 1978        |
| 1965 | Boeing, Boeing! (1. magyar szinkron)                                            | Bertha                                 | Thelma Ritter           | 1983        |
| 1965 | Pireneusi-akta                                                                  | Madame Alexandra                       | Gaby Sylvia             | 1968        |
| 1965 | Póruljárt jómadarak                                                             | N/A                                    | N/A                     | 1967        |
| 1966 | A névtelen csillag                                                              | Miss Cucu                              | Eugenia Popovici        | 1966        |
| 1966 | Don Quijote fiai                                                                | N/A                                    | N/A                     | 1967        |
| 1966 | Egy férfi és egy nő                                                             | Igazgatónő az intézetben               | Simone Paris            | 1967        |
| 1966 | Egymillió karátos ötlet, avagy a Róka nyomában (1. magyar szinkron)             | Vanucci mama                           | Lydia Brazzi            | 1978        |
| 1966 | Ivan Szemjonov három napja                                                      | Anna Antonova                          | Vera Georgijeva         | 1968        |
| 1966 | Kedves csirkefogó                                                               | Germaine                               | Maria Pacôme            | 1972        |
| 1966 | Maigret felügyelő csapdája                                                      | Rose Alfonsi                           | Lila Kedrova            | 1969        |
| 1966 | Rita, a szúnyog                                                                 | Luigina, igazgatónő                    | Bice Valori             | 1969        |
| 1967 | Egy hatpennys fele                                                              | N/A                                    | N/A                     | 1988        |
| 1967 | Granada addio!                                                                  | N/A                                    | N/A                     | 1977        |
| 1967 | Mezítláb a parkban (2. magyar szinkron)                                         | Ethel Banks, Corie anyja               | Mildred Natwick         | 1976        |
| 1967 | Mi lesz veled emberke?                                                          | Mia Pinneberg                          | Inge Keller             | 1969        |
| 1968 | A csendőr 3.: A csendőr nősül (1. magyar szinkron)                              | Cecília Gerber                         | Nicole Vervil           | 1969        |
| 1968 | Én még kiskorú vagyok!                                                          | Adelina, Ivana anyja                   | Lilla Brignone          | 1981        |
| 1968 | Funny Girl                                                                      | Rose Brice                             | Kay Medford             | 1979        |
| 1968 | Két csengetés között                                                            | N/A                                    | N/A                     | 1969        |
| 1968 | Nyugodt vakáció                                                                 | N/A                                    | N/A                     | 1974        |
| 1968 | Petulia (2. magyar szinkron)                                                    | N/A                                    | N/A                     | 1977        |
| 1969 | 12+1 (1. magyar szinkron)                                                       | N/A                                    | N/A                     | 1970        |
| 1969 | A kaktusz virága                                                                | Mrs. Durant                            | Irene Hervey            | 1971        |
| 1969 | A találka                                                                       | Emma Valadier                          | Lotte Lenya             | 1986        |
| 1969 | Csillogó vízgyűrűk                                                              | N/A                                    | N/A                     | 1983        |
| 1969 | Erotissimo                                                                      | Chantal                                | Didi Perego             | 1970        |
| 1969 | Férfiak hallgatása                                                              | Mrs. Slavíková                         | Nina Popelíková         | 1970        |
| 1969 | Ha kedd van, akkor ez Belgium (1. magyar szinkron)                              | Edna Ferguson                          | Peggy Cass              | 1970        |
| 1969 | Kes (1. magyar szinkron)                                                        | Mrs. Casper                            | Lynne Perrie            | 1971        |
| 1969 | Ne búsulj!                                                                      | N/A                                    | N/A                     | 1970        |
| 1970 | A hölgy nem iszik, nem dohányzik, nem flörtöl… csak fecseg (2. magyar szinkron) | Vendég a kávézóban                     | N/A                     | 1982        |
| 1970 | A jótékony zsémbes                                                              | Marta                                  | Laura Carli             | 1974        |
| 1970 | Airport (1. magyar szinkron)                                                    | Inez Guerrero                          | Maureen Stapleton       | 1985        |
| 1970 | Egybenyíló szobák                                                               | Mrs. Brent                             | Kay Walsh               | 1979        |
| 1970 | Folytassa a szerelmet! (1. magyar szinkron)                                     | Sophie Plummett                        | Hattie Jacques          | 1980        |
| 1970 | Ki lesz a következő?                                                            | Hercegnő                               | Erika von Thellmann     | 1974        |
| 1970 | Koncert szólópisztolyra (1. magyar szinkron)                                    | Gladys Kemple nagynéni                 | Marisa Fabbri           | 1974        |
| 1970 | Salud, Marija!                                                                  | Marija anyja                           | Valentyina Vlagyimirova | 1971        |
| 1970 | Szerelmesek és más idegenek                                                     | Beatrice Vecchio                       | Bea Arthur              | 1982        |
| 1970 | Vizsgálat egy minden gyanú felett álló polgár ügyében                           | Főfelügyelő bejárónője                 | Aleka Paizi             | 1971        |
| 1971 | Az Anderson-magnószalagok                                                       | Miss Kaler                             | Margaret Hamilton       | 1979        |
| 1971 | Az özvegy Coudercné (1. magyar szinkron)                                        | Françoise                              | Monique Chaumette       | 1976        |
| 1971 | Harkály                                                                         | N/A                                    | N/A                     | 1972        |
| 1971 | Hideg pulyka (1. magyar szinkron)                                               | N/A                                    | N/A                     | 1973        |
| 1971 | Hotel Plaza                                                                     | Karen Nash                             | Maureen Stapleton       | 1987        |
| 1971 | Kamaszkorom legszebb nyara                                                      | N/A                                    | N/A                     | 1973        |
| 1971 | Látszólag ok nélkül                                                             | Forestné                               | Esmeralda Ruspoli       | 1973        |
| 1971 | Macbeth                                                                         | N/A                                    | N/A                     | 1973        |
| 1971 | Mária, a skótok királynője (1. magyar szinkron)                                 | Medici Katalin                         | Katherine Kath          | 1973        |
| 1971 | Melody                                                                          | N/A                                    | N/A                     | 1972        |
| 1971 | Minnie és Moskowitz                                                             | Sába                                   | Katherine Cassavetes    | 1979        |
| 1971 | Tombol a hold                                                                   | Margaret                               | Nelly Hanham            | 1979        |
| 1972 | A felső tízezer                                                                 | Mrs. Piggot-Jones                      | Kay Walsh               | 1976        |
| 1972 | Columbo – II/1. rész: Fekete etűd (1. magyar szinkron)                          | Lizzy Fielding                         | Myrna Loy               | 1974        |
| 1972 | Folytassa, főnővér! (1. magyar szinkron)                                        | Főnővér                                | Hattie Jacques          | 1981        |
| 1972 | Közelharc férfiak és nők között                                                 | N/A                                    | N/A                     | 1983        |
| 1972 | Micsoda házasság! (1. magyar szinkron)                                          | Gertrude                               | Geraldine Page          | 1983        |
| 1973 | A briliáns királynő bukása                                                      | Alida Grube                            | Ligyija Frejmanye       | 1974        |
| 1973 | A fekete herceg                                                                 | N/A                                    | N/A                     | 1974        |
| 1973 | A hosszú búcsú (1. magyar szinkron)                                             | Nővér                                  | N/A                     | 1974        |
| 1973 | Amarcord                                                                        | Miranda Biondi, Titta anyja            | Pupella Maggio          | 1984        |
| 1973 | Andrej diák és a szoba                                                          | N/A                                    | N/A                     | 1975        |
| 1973 | Ilyenek voltunk                                                                 | Paula Reisner                          | Viveca Lindfors         | 1978        |
| 1973 | Jákob rabbi kalandjai (1. magyar szinkron)                                      | Madame Smoll „Tzipe mama”              | Janet Brandt            | 1990        |
| 1973 | Kényes egyensúly (1. magyar szinkron)                                           | Claire                                 | Kate Reid               | 1983        |
| 1973 | Papírhold (1. magyar szinkron)                                                  | Pearl Morgan, özvegy                   | Liz Ross                | 1980        |
| 1973 | Szalad, szalad a külváros                                                       | N/A                                    | N/A                     | 1974        |
| 1974 | A Grossfelder család                                                            | Irma, Grossfelder úr felesége          | Françoise Bertin        | 1978        |
| 1974 | A keresztapa II. (1. magyar szinkron)                                           | Corleone mama                          | Morgana King            | 1983        |
| 1974 | A rendőrnő (1. magyar szinkron)                                                 | Giovanna anyja                         | Pia Velsi               | 1976        |
| 1974 | Az előkelő alvilág                                                              | Fiatal fiú anyja                       | Anna Campori            | 1976        |
| 1974 | Bankrablás (1. magyar szinkron)                                                 | Mums Gornik                            | Bibi Osterwald          | 1981        |
| 1974 | Joachim, dobd a gépbe! (1. magyar szinkron)                                     | Frantisek nénikéje                     | Vera Ferbasová          | 1976        |
| 1974 | Kínai negyed                                                                    | Mulwray titkárnője                     | Fritzi Burr             | 1979        |
| 1975 | A Keselyű három napja (1. magyar szinkron)                                      | Mrs. Edwina Russell                    | Helen Stenborg          | 1978        |
| 1975 | A Vadember                                                                      | Miss Mark                              | Bobo Lewis              | 1978        |
| 1975 | Amerika pánikban                                                                | N/A                                    | N/A                     | 1977        |
| 1975 | Három ember egy csónakban                                                       | N/A                                    | N/A                     | 1977        |
| 1975 | Kánikulai délután (1. magyar szinkron)                                          | Anya                                   | Judith Malina           | 1986        |
| 1975 | Különös férfi                                                                   | Maria Dmitrievna                       | Mária Prechovská        | 1981        |
| 1975 | Már ez is probléma?                                                             | Jean-Pierre anyja                      | Maria Pacôme            | 1984        |
| 1975 | Sheila meghalt, és New Yorkban él                                               | N/A                                    | N/A                     | 1981        |
| 1975 | Ünneplés                                                                        | Mrs. Burnett                           | Gabrielle Daye          | 1983        |
| 1976 | Akiket a forró szenvedély hevít                                                 | Szállodarecepciós                      | N/A                     | 1978        |
| 1976 | Flor asszony és két férje (1. magyar szinkron)                                  | Norma, Flor barátnője                  | Haydil Linhares         | 1982        |
| 1976 | Meghívás egy gyilkos vacsorára                                                  | Miss Jessica Marbles                   | Elsa Lanchester         | 1977        |
| 1976 | Santiago felett esik az eső                                                     | Monique Calvé                          | Bibi Andersson          | 1977        |
| 1976 | Sokat akar a szarka…                                                            | Mouchy Messina                         | Marthe Villalonga       | 1978        |
| 1977 | Az együttélés viszontagságai                                                    | Izolda Tikonovna                       | Jevgenija Hanajeva      | 1981        |
| 1977 | Hogyan húzzuk ki a bálna zápfogát?                                              | Nagymama                               | Jana Dítětová           | 1980        |
| 1978 | A cukor                                                                         | Madame Karbaoui                        | Marthe Villalonga       | 1980        |
| 1978 | A pisztrángok                                                                   | N/A                                    | N/A                     | 1980        |
| 1978 | Én félek a farkastól                                                            | Mrs. Hopkins                           | Thora Hird              | 1989        |
| 1978 | Halál a Níluson (1. magyar szinkron)                                            | Miss Bowers                            | Maggie Smith            | 1984        |
| 1978 | Hogyan neveljük meg apát?                                                       | Nagymama                               | Jana Dítětová           | 1980        |
| 1978 | Lavina                                                                          | Florence Shelby                        | Jeanette Nolan          |             |
| 1978 | Óvakodj a törpétől (1. magyar szinkron)                                         | Elsie                                  | Queenie Smith           | 1981        |
| 1978 | Véres föld                                                                      | N/A                                    | N/A                     | 1991        |
| 1979 | A motel rejtélye (1. magyar szinkron)                                           | Moteltulajdonos                        | Tedi Altice             | 1982        |
| 1979 | Airport ’79 – Concorde (1. magyar szinkron)                                     | Loretta                                | Martha Raye             | 1986        |
| 1979 | Elektromos eszkimó                                                              | N/A                                    | N/A                     | 1981        |
| 1979 | Hogyan csináljunk svájcit?                                                      | Galliné, Vakulic egykori szomszédja    | Valerie Steinmann       | 1982        |
| 1979 | Los Angeles utcáin                                                              | Mrs. Wellman                           | Audrey Christie         | 1984        |
| 1979 | Moszkva nem hisz a könnyeknek                                                   | N/A                                    | N/A                     | 1981        |
| 1979 | Összetörtek szanatóriuma                                                        | N/A                                    | N/A                     | 1982        |
| 1980 | A hótündér (2. magyar szinkron)                                                 | Katyerina nagyanyó                     | Ljudmila Sagalova       | 1995        |
| 1980 | A kobra napja                                                                   | Mrs. Davenport (hang)                  | N/A                     | 1982        |
| 1980 | Airplane!                                                                       | Hurwitz hadnagy                        | Ethel Merman            | 1987        |
| 1980 | Apám kicsi alakja                                                               | Polgármesternő                         | Ilse Hanel              | 1980        |
| 1980 | Az elnök elrablása                                                              | N/A                                    | N/A                     | 1982        |
| 1980 | Hálószoba komédia                                                               | Delia                                  | Joan Hickson            | 1983        |
| 1980 | Konstans (1. magyar szinkron)                                                   | Witold anyja                           | Zofia Mrozowska         | 1985        |
| 1980 | Szuperzsaru                                                                     | Idős női szemtanú                      | Florance McGee          | 1982        |
| 1981 | Cicák és titkárnők                                                              | Karolína, titkárnő                     | Jiřina Jirásková        | 1983        |
| 1981 | Egy zsaru bőréért (1. magyar szinkron)                                          | Renée Mouzon                           | Pascale Roberts         | 1982        |
| 1981 | Lady Chatterley szeretője                                                       | Ivy Bolton                             | Ann Mitchell            | 1984        |
| 1982 | A pók hálójában                                                                 | Mildred Peake kisasszony               | Elizabeth Spriggs       | 1985        |
| 1982 | A veszélyes élet éve                                                            | Billy Kwan                             | Linda Hunt              | 1992        |
| 1982 | Az örökség                                                                      | Nagynéni                               | Dana Medřická           | 1984        |
| 1982 | Házasodjunk, vagy tán mégse? (1. magyar szinkron)                               | Eleanor McCullen, Paula anyja          | Jessica Tandy           | 1991        |
| 1983 | Életben maradni                                                                 | Mrs. Manero                            | Julie Bovasso           | 1993        |
| 1983 | A meztelen igazság                                                              | Isabel                                 | Morar Kennedy           | 1985        |
| 1984 | A szomorú gyilkos                                                               | Anyós                                  | Edwige Feuillère        | 1987        |
| 1984 | Amadeus (1. magyar szinkron)                                                    | Weberné                                | Barbara Bryne           | 1990        |
| 1984 | Farkasok társasága (2. magyar szinkron)                                         | Nagyi                                  | Angela Lansbury         | 1998        |
| 1984 | Ó, te szerelmem!                                                                | Hilde                                  | Marianne Wünscher       | 1986        |
| 1984 | Sortűz egy fekete bivalyért                                                     | Novák tanárnő                          | Berta Domínguez D.      | 1984        |
| 1985 | Csak egy mozi                                                                   | Péter anyja                            | Gisela May              | 1985        |
| 1985 | Terápia                                                                         | Dr. Elizabeth Bolger                   | Maureen Stapleton       | 1991        |
| 1986 | Doktor úr, mire fáj a foga?                                                     | Jarmila, dr. Sebelka asszisztense      | Jiřina Bohdalová        | 1988        |
| 1986 | Reggeli műsorvezető                                                             | N/A                                    | N/A                     | 1989        |
| 1987 | 1996                                                                            | Renée                                  | Suzanne Flon            | 1989        |
| 1987 | A boszorkányos Ben Wagner                                                       | Grammy                                 | Sylvia Sidney           | 1995        |
| 1987 | A követ, aki minden követ követ (1. magyar szinkron)                            | Dame Edna Everage                      | Barry Humphries         | 1993        |
| 1987 | Bernarda Alba háza                                                              | Bernarda Alba                          | Irene Gutiérrez Caba    | 1991        |
| 1987 | Dobjuk ki anyut a vonatból! (1. magyar szinkron)                                | Mrs. Lift                              | Anne Ramsey             | 1989        |
| 1987 | Rendőrakadémia 4. – Zseniális amatőrök az utcán                                 | Mrs. Lois Feldman                      | Billie Bird             | 1990        |
| 1987 | Vágyrajárók                                                                     | Hölgy az estélyen                      | Andrée Damant           | 1988        |
| 1988 | A nulladik lakosztály                                                           | N/A                                    | N/A                     | 1996        |
| 1988 | Asszonyok a teljes idegösszeomlás szélén (1. magyar szinkron)                   | Lucía                                  | Julieta Serrano         | 1989        |
| 1988 | Belső tartozás                                                                  | N/A                                    | N/A                     | 1991        |
| 1988 | Szent Márton köntöse                                                            | Ninon                                  | Colette Brosset         | 1992        |
| 1989 | Családi ügy                                                                     | Rose                                   | Marilyn Cooper          | 1990        |
| 1989 | Harlemi éjszakák (1. magyar szinkron)                                           | Vera                                   | Della Reese             | 1990        |
| 1989 | Miss Daisy sofőrje                                                              | Beulah                                 | Sylvia Kaler            | 1990        |
| 1989 | Nem vagyunk mi angyalok                                                         | Mrs. Blair                             | Elizabeth Lawrence      | 1990        |
| 1989 | New York-i történetek                                                           | Sheldon anyja                          | Mae Questel             | 1989        |
| 1989 | Pókok                                                                           | Sabine                                 | Gudrun Genest           | 1989        |
| 1989 | Telitalálat                                                                     | Sarah anyja                            | N/A                     | 1992        |
| 1989 | Tini boszorkányok (1. magyar szinkron)                                          | Madame Serena                          | Zelda Rubinstein        | 1991        |
| 1990 | Ébredések                                                                       | Rose                                   | Judith Malina           | 1991        |
| 1990 | Ovizsaru (1. magyar szinkron)                                                   | Miss Schlowski                         | Linda Hunt              | 1991        |
| 1990 | Szörnyecskék 2. – Az új falka                                                   | Mikrohullámú Marge                     | Kathleen Freeman        | 1990        |
| 1990 | Zöld kártya                                                                     | Mrs. Bird                              | Jessie Keosian          | 1991        |
| 1991 | Addams Family – A galád család (1. magyar szinkron)                             | Nagymama                               | Judith Malina           | 1992        |
| 1991 | Az utolsó napok                                                                 | Margaret Thatcher                      | Sylvia Syms             | 1994        |
| 1991 | Gézengúzok karácsonya                                                           | Lillian Brooks                         | Lauren Bacall           | 1992        |
| 1991 | Mindenki fogja a magáét!                                                        | N/A                                    | N/A                     | 1992        |
| 1991 | Spionfióka                                                                      | Ilsa Grunt                             | Linda Hunt              | 1991        |
| 1991 | Szívek párbaja                                                                  | Lady Augusta Warlingham                | Beryl Reid              | 1994        |
| 1992 | Állj, vagy lő a mamám!                                                          | Tutti Bomowski                         | Estelle Getty           | 1992        |
| 1993 | Addams Family 2. – Egy kicsivel galádabb a család                               | Nagymama                               | Carol Kane              | 1994        |
| 1994 | Csupasz pisztoly 33 1/3 – Az utolsó merénylet                                   | Muriel Dillon                          | Kathleen Freeman        | 1994        |
| 1998 | Macska-jaj                                                                      | Sujka                                  | Ljubica Adžović         | 2000        |

### Sorozatok
| Év        | Cím                                 | Szereplő                      | Színész                      | Szinkron év |
| --------- | ----------------------------------- | ----------------------------- | ---------------------------- | ----------- |
| 1958      | Ivanhoe                             | Lady Ursula                   | Gwynne Whitby                | 1966        |
| 1960-1963 | Maigret felügyelő I-IV.             | Madame Maigret                | Helen Shingler               | 1969-1973   |
| 1967      | A Forsyte Saga                      | Emily Forsyte                 | Fanny Rowe                   | 1970        |
| 1967      | Az Angyal V.                        | Hortense                      | Nora Nicholson               | 1997        |
| 1968      | A négy páncélos és a kutya II.      | Fiát kereső nő a tengerparton | Stanisława Zawiszanka        | 1972        |
| 1968-1970 | A buszon I-IV. (1. magyar szinkron) | Mrs. Mabel Butler (Mama)      | Cicely Courtneidge (1. évad) | 1973        |
| 1968-1970 | A buszon I-IV. (1. magyar szinkron) | Mrs. Mabel Butler (Mama)      | Doris Hare (2-4. évad)       | 1973        |
| 1981      | Kórház a város szélén II.           | Fastová doktornő              | Dana Medrická                | 1983        |
| 1982      | Finom angol módra 1-4.              | Lady Constance                | Marianne Hoppe               | 1985        |
| 1984      | Szupernagyi I.                      | Pincérnő                      | N/A                          | 1987        |
| 1990      | Malac mesék I/1-3.                  | Mrs. Russell                  | Elizabeth Bradley            | 1991        |

### Rajz- és animációs filmek
| Év   | Cím                                                    | Szereplő                              | Szinkronhang     | Szinkron év |
| ---- | ------------------------------------------------------ | ------------------------------------- | ---------------- | ----------- |
| 1941 | Dumbo (első-két magyar szinkron)                       | Idős elefántanya                      | Verna Felton     | 1989        |
| 1941 | Dumbo (első-két magyar szinkron)                       | Idős elefántanya                      | Verna Felton     | 1991        |
| 1949 | Hamupipőke                                             | Mesélő                                | Betty Lou Gerson | 1958        |
| 1958 | Csipkerózsika (1. magyar szinkron)                     | Királyné                              | Verna Felton     | 1961        |
| 1978 | Hüvelyk Panna                                          | Pocok asszony                         | Nozava Maszako   | 1983        |
| 1983 | Lucky Luke – Szökésben a Daltonok (1. magyar szinkron) | Dalton mama                           | Perrette Pradier | 1992        |
| 1995 | Pocahontas                                             | Fűzanyó (+ Kútvölgyi Erzsébet (ének)) | Linda Hunt       | 1995        |
| 1998 | Egy bogár élete                                        | Királynő                              | Phyllis Diller   | 1998        |
| 1998 | Pocahontas 2. – Vár egy új világ                       | Fűzanyó                               | Linda Hunt       | 1999        |
| 2000 | Dínó                                                   | Eema                                  | Della Reese      | 2000        |
| 2000 | Eszeveszett birodalom                                  | Pincérnő                              | Patti Deutsch    | 2001        |
| 2001 | Atlantisz – Az elveszett birodalom                     | Wilhelmina Bertha Packard             | Florence Stanley | 2001        |
| 2003 | Atlantisz 2. – Milo visszatér                          | Wilhelmina Bertha Packard             | Florence Stanley | 2003        |

### Rajzfilmsorozatok
| Év        | Cím                                                           | Szereplő           | Színész         | Szinkron év |
| --------- | ------------------------------------------------------------- | ------------------ | --------------- | ----------- |
| 1961-1963 | Frédi és Béni II-IV. (1. magyar szinkron)                     | További szereplők  | N/A             | 1969-1980   |
| 1961-1963 | Frédi és Béni II-IV. (1. magyar szinkron)                     | Vilma anyja        | Verna Felton    | 1974        |
| 1961-1963 | Frédi és Béni II-IV. (1. magyar szinkron)                     | Vilma anyja        | Janet Waldo     | 1980        |
| 1971      | Kengyelfutó gyalogkakukk                                      | Nagyi (1. részben) | June Foray      | 1980        |
| 1972      | Klasszikus mesék fesztiválja                                  | Tündér keresztanya | N/A             | 1990        |
| 1989      | Chip és Dale – A Csipet Csapat II. (első-két magyar szinkron) | Winifred           | Tress MacNeille | 1991-1993   |
| 1989      | Chip és Dale – A Csipet Csapat II. (első-két magyar szinkron) | Mrs. Sweeney       | Ruth Buzzi      | 1991-1993   |
| 1989      | Denver, az utolsó dinoszaurusz II.                            | Ős királynő        | N/A             | 1991        |

## Díjai, elismerései
- Jászai Mari-díj (1957, 1961)
- Varsányi Irén-emlékgyűrű (1971)
- Érdemes művész (1975)
- Ajtay Andor-emlékdíj (1979, 1987)
- Kiváló művész (1981)
- Pro Comedia-emlékdíj (1992)
- Déryné-díj (1993)
- Kossuth-díj (1994)
- Az országos színházi találkozó díja (1994)
- Ruttkai Éva-gyűrű (1994)
- Köztársasági Elnöki Aranyérem (1996)
- Örökös tag a Halhatatlanok Társulatában (1996)

## Hangjátékok
- Erdődy János: A korona rabszolgái (1957)
- Somogyi Pál: Tűz Kárpátalján (1957)
- Maltz, Albert: Tüzes nyíl (1959)
- Királyhegyi Pál: A ház közbeszól (1960)
- Hollós Korvin Lajos: Hunyadi (1961)
- Móricz Zsigmond: Az isten háta mögött (1964)
- Lope de Vega: Hej Madrid, Madrid! (1966)
- Lawrence, Hilda: Sárga kesztyűk (1970)
- Füst Milán: A Lomnici-csúcs avagy: a méltóságos úr a kulcslyukon (1971)
- Kaffka Margit: Grószika meséi (1972)
- Stendhal: A besanconi vádlott (1972)
- Csetényi Anikó: Sok beszédnek sok az alja (1974)
- Nagy Lajos: A tanítvány (1974)
- Vészi Endre: Földszint és emelet (1974)
- Karinthy Ferenc: Visszajátszás (1977)
- Kocsonya Mihály házassága – Ismeretlen szerző közjátéka (1978)
- Charles Dickens: Copperfield Dávid (1979)
- Kurucz Gyula: Úriemberek (1980)
- Moldova György: Lopni tudni kell (1980)
- Tatay Sándor: Kinizsi Pál (1980)
- Karc: 1982. őszi kiadás (1982)
- Csipkerózsika (1986) .... 12. javasasszony
- Eliot, T.S.: Átokföldje (1986)
- Vathy Zsuzsa: Szállodaház (1986)
- Vészi Endre: A leselkedő (1986)
- Kambanélisz, Jákovosz: Sok hűhó Rodoszért (1987)
- Mándy Iván: Áramszünet (1988)
- Gárdonyi Géza: Zivatar Pékéknél (1989)
- Smocek, Ladislav: Labirintus (1990)
- Szepes Mária: Lázadó szerepek (1990)
- Szakonyi Károly: Vacsora kettesben (1992)